# Квейл-Ридж (Флорида)
Квейл-Ридж (англ. Quail Ridge) — переписна місцевість (CDP) в США, в окрузі Паско штату Флорида. Населення — 2195 осіб (2020).

## Географія
Квейл-Ридж розташований за координатами 28°20′57″ пн. ш. 82°33′19″ зх. д. / 28.34917° пн. ш. 82.55528° зх. д. (28.349048, -82.555322).  За даними Бюро перепису населення США в 2010 році переписна місцевість мала площу 12,01 км², з яких 10,76 км² — суходіл та 1,25 км² — водойми.

## Демографія
Згідно з переписом 2010 року, у переписній місцевості мешкало 1040 осіб у 387 домогосподарствах у складі 289 родин. Густота населення становила 87 осіб/км².  Було 446 помешкань (37/км²).
Расовий склад населення:
| - 84,8 % — білих - 8,3 % — чорних або афроамериканців - 1,1 % — азіатів - 0,3 % — вихідців з тихоокеанських островів - 0,3 % — корінних американців - 1,7 % — осіб інших рас |

До двох чи більше рас належало 3,6 %. Частка іспаномовних становила 14,5 % від усіх жителів.
За віковим діапазоном населення розподілялося таким чином: 25,5 % — особи молодші 18 років, 65,9 % — особи у віці 18—64 років, 8,6 % — особи у віці 65 років та старші. Медіана віку мешканця становила 35,1 року. На 100 осіб жіночої статі у переписній місцевості припадало 92,2 чоловіків;  на 100 жінок у віці від 18 років та старших — 90,4 чоловіків також старших 18 років.
Середній дохід на одне домашнє господарство  становив 61 160 доларів США (медіана — 49 946), а середній дохід на одну сім'ю — 71 217 доларів (медіана — 76 786). Медіана доходів становила 47 054 долари для чоловіків та 39 226 доларів для жінок. За межею бідності перебувало 17,5 % осіб, у тому числі 35,0 % дітей у віці до 18 років та 3,2 % осіб у віці 65 років та старших.
Цивільне працевлаштоване населення становило 577 осіб. Основні галузі зайнятості: науковці, спеціалісти, менеджери — 23,6 %, освіта, охорона здоров'я та соціальна допомога — 19,9 %, роздрібна торгівля — 19,2 %.